# Gamla posthuset, Katrineholm

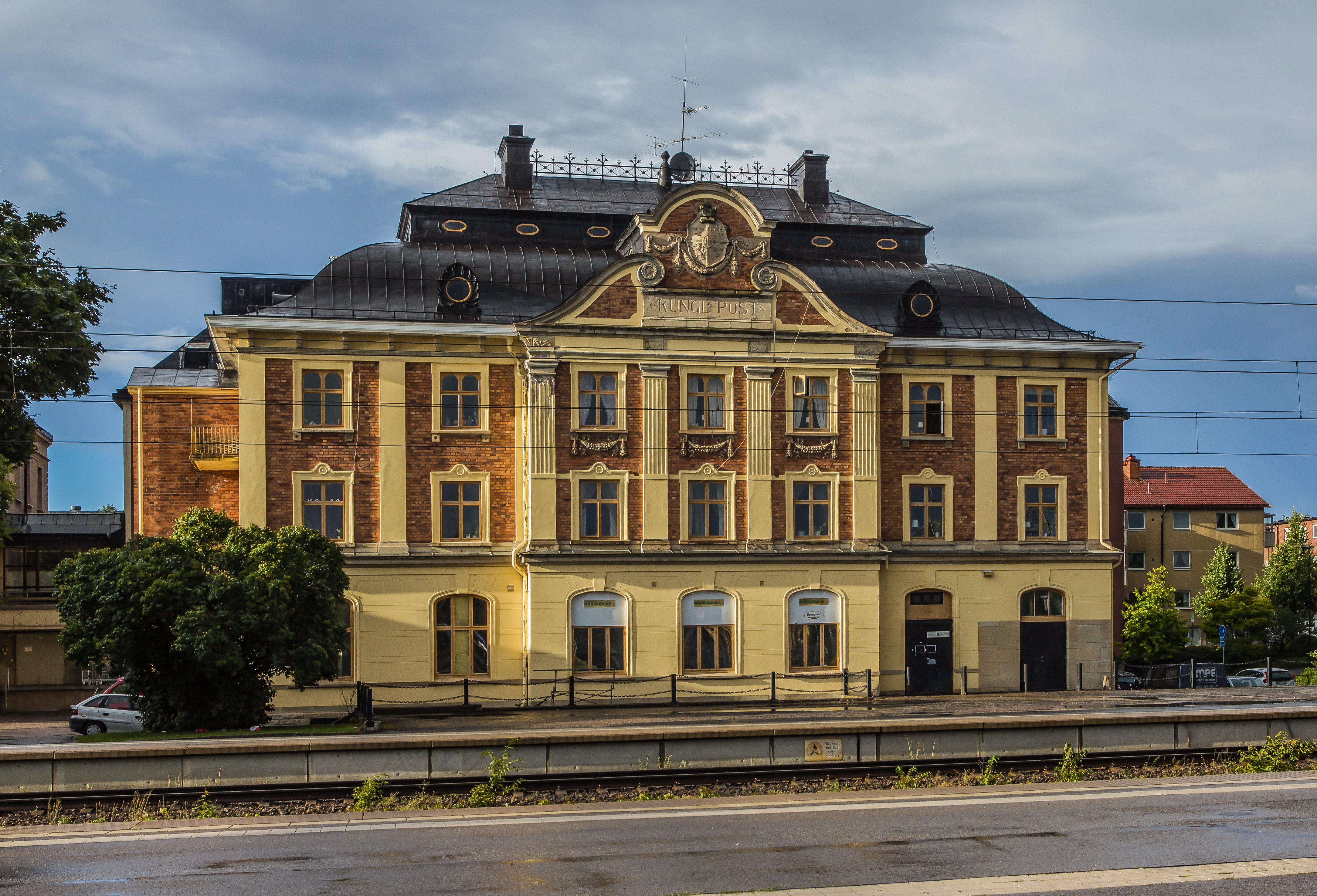
Gamla posthuset Katrineholm, 2013.

Gamla posthuset (ursprungligen Kungliga posthuset) är en kulturhistoriskt värdefull byggnad vid Postgatan 4 i Katrineholm. Huset uppfördes 1906 efter ritningar av Gustaf Dahl och är ett lagskyddat byggnadsminne sedan 1998.

## Historik

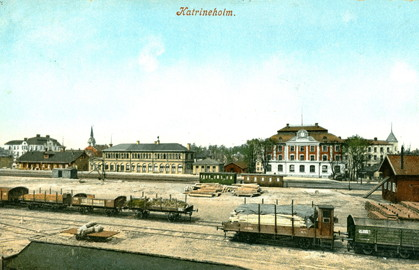
Kungliga posthuset och järnvägsstationen på ett äldre vykort.

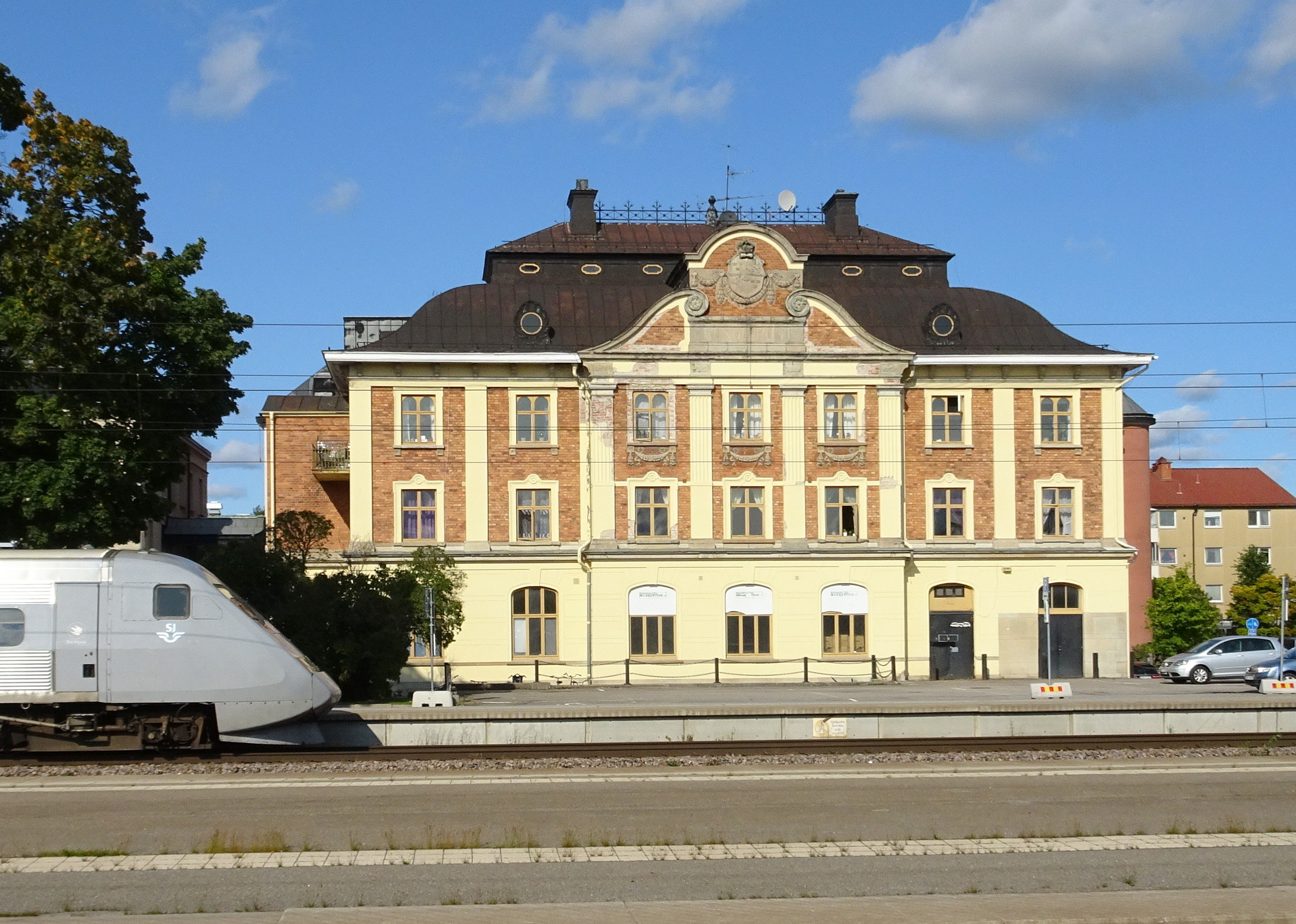
Gamla posthuset, 2020.

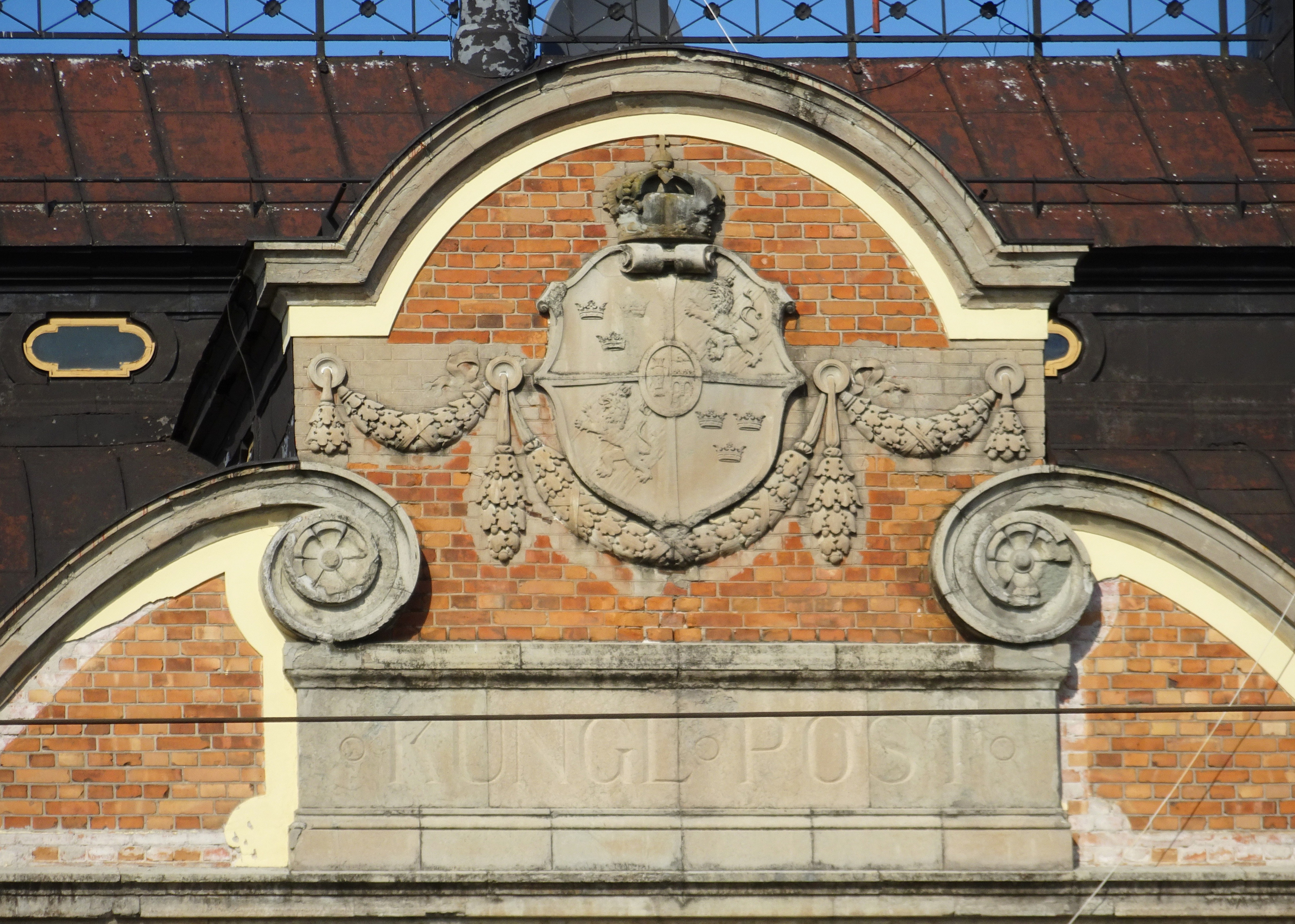
Frontonen med riksvapnet, 2020.

Kungliga posthuset i Katrineholm stod färdigt 1906 och ersatte då en äldre byggnad. Postverket lät uppföra huset intill stationen i den nygrundade järnvägsorten Katrineholm. Till arkitekt anlitades den då 71-årige Gustaf Dahl från Stockholm. Han hade tidigare varit verksam med liknande projekt runtom i Sverige, bland annat Centralposthuset i Stockholm (tillsammans med Ferdinand Boberg), invigt 1903. 
Dahl gav posthuset en exteriör i nyrenässans. Byggnaden uppfördes av tegel i tre våningar med framskjutande mittrisaliter om tre fönsteraxlar inramade av pilastrar i kolossalordning med doriska kapitäl. Upptill avslutades mittrisaliten med dekorativt utformade gavelfrontoner på långsidorna. Byggmästare var C.V. Andersson som även ansvarade för bygget av närbelägna Kullbergska huset två år tidigare och Katrineholms gamla vattentorn (invigt 1907).
Högst upp syns Sveriges riksvapen omgivet av blomsterfestonger i sandsten, därunder texten ”KUNGL POST”. I höjd med bottenvåningen gestaltades huset rusticerat och i övrigt smyckades fasaderna med putsade hörnkedjor, lisener och taklist. Även fönsteromfattningar putsades och avfärgades i gul kulör medan det röda teglet däremellan fick vara synligt. Taket är ett plåttäckt säteritak med karnissvängt nedre fall.
Gamla posthuset är intressant som ett ovanligt sent exempel på nyrenässansarkitektur. Främsta inspirationskällan lär ha varit 1600-talets Riddarhuspalatset i Stockholm. På 1960-talet flyttade posten till en ny byggnad på Fredsgatan. Därefter byggdes Gamla posthuset om till bostäder i de övre våningarna och till lokaler i bottenvåningen. Gamla posthuset räknas idag till de mer arkitektoniskt värdefulla byggnaderna i centrala Katrineholm.
Postenhuset ägs idag av företaget Katrineholm 4:2 AB, vars verkliga huvudmän är Poyan Sandnell & Daniel Lundborg.